# Зубарева, Ольга Валентиновна
Ольга Валентиновна Зубарева (род. 27 января 1958, Киев) — советская гандболистка. Заслуженный мастер спорта СССР (1980).
Чемпион летних Олимпийских игр 1980 года, на которых забила 21 мяч.